# Psychrobatia
Psychrobatia là một chi thực vật có hoa trong họ Hoa hồng.